# Kotari u NDH
Kotar je bio upravna jedinica u NDH. Bio je niža u razini od velike župe, a iznad kotarske ispostave, općine i grada. U početku je bilo 142 kotara. Broj kotara mijenjao se tijekom rata.
Ustrojstvena radna ustanova Ustaškog pokreta koja je bila na razini kotara jest logor.

### Kotari po velikim župama
| Velika župa        | Kotari                                                                                               |
| Baranja            | Đakovo, Donji Miholjac, Našice, Osijek, Podravska Slatina, Valpovo, Virovitica                       |
| Bilogora           | Bjelovar, Čazma, Garešnica, Đurđevac, Grubišno Polje, Koprivnica, Križevci                           |
| Bribir - Sidraga   | Grahovo, Drniš, Knin                                                                                 |
| Cetina             | Brač, Hvar, Imotski, Makarska, Omiš, Sinj                                                            |
| Dubrava            | Bileća, Čapljina, Dubrovnik, Gacko, Ravno, Stolac, Trebinje                                          |
| Gora               | Bosanski Novi, Dvor, Glina, Kostajnica, Petrinja, Sisak                                              |
| Hum                | Konjic, Ljubuški, Metković, Mostar, Nevesinje, Posušje                                               |
| Krbava - Pset      | Bihać, Bosanska Krupa, Hrvatski Petrovac, Cazin                                                      |
| Lašva - Glaž       | Fojnica, Travnik, Visoko, Zenica, Žepče                                                              |
| Lika - Gacka       | Gospić, Gračac, Korenica, Otočac, Perušić, Udbina                                                    |
| Livac - Zapolje    | Bosanska Dubica, Bosanska Gradiška, Daruvar, Nova Gradiška, Novska, Pakrac, Požega, Prnjavor         |
| Modruš             | Delnice, Ogulin, Slunj, Vrbovsko                                                                     |
| Pliva - Rama       | Bugojno, Duvno, Glamoč, Jajce, Kupres, Livno, Prozor, Varcar Vakuf                                   |
| Pokupje            | Jastrebarsko, Karlovac, Pisarovina, Vojnić, Topusko                                                  |
| Posavje            | Bijeljina, Brčko, Brod, Derventa, Gradačac, Županja                                                  |
| Prigorje           | Donja Stubica, Dugo Selo, Kutina, Samobor, Sveti Ivan Zelina, Velika Gorica, Zagreb                  |
| Sana - Luka        | Banja Luka, Ključ, Kotor Varoš, Prijedor, Sanski Most                                                |
| Usora - Soli       | Doboj, Gračanica, Kladanj, Maglaj, Teslić, Tešanj, Tuzla, Zvornik                                    |
| Vinodol - Podgorje | Brinje, Crikvenica, Karlobag, Kraljevica, Novi, Senj                                                 |
| Vrhbosna           | Čajniče, Foča, Rogatica, Sarajevo, Srebrenica, Višegrad, Vlasenica                                   |
| Vuka               | Hrvatska Mitrovica, Hrvatski Karlovci, Ilok, Irig, Ruma, Stara Pazova, Šid, Vinkovci, Vukovar, Zemun |
| Zagorje            | Čakovec, Ivanec, Klanjec, Krapina, Ludbreg, Novi Marof, Pregrada, Prelog, Varaždin, Zlatar           |

Padom Italije, još neki krajevi su kao posebni kotari ušli u sastav NDH.

## Vanjske poveznice
- Arhivski vjesnik Rajka Bućin: Prilog poznavanju institucija: zakonski okvir rada velikih župa NDH0, god. 44 (2001.), str. 209-225